# Drehstrommaschine
Eine Drehstrommaschine wandelt mechanische Energie in Drehstrom oder Drehstrom in mechanische Energie um. Sie kann als elektrischer Generator oder als Elektromotor betrieben werden. 
Als Drehstrommotor wird ein Elektromotor bezeichnet, der mit Dreiphasenwechselstrom betrieben wird. 

## Grundprinzip

Verlauf der drei Spannungen in einem Dreiphasensystem

Drehstrommotoren werden mit Dreiphasenwechselstrom bzw. „Drehstrom“ betrieben. Diese Stromart führt in drei getrennten Leitern jeweils eine eigene periodisch wechselnde Spannung, deren zeitliche Abläufe gegenüber den anderen beiden Leiterspannungen um jeweils 120° vor- bzw. nachlaufend versetzt sind. 
Speist man drei Elektromagnet-Spulen mit jeweils einer Leiterspannungsphase des Drehstromsystems, dann wird in jeder Spule ein Magnetfeld erzeugt, dessen zeitlicher Ablauf genauso wie der Spannungsverlauf gegenüber den anderen Spulenfeldern um eine Drittelperiode versetzt ist. 
Ordnet man diese drei Spulen in einem Kreis zueinander an, so ergibt sich aus den einzelnen Spulenmagnetfeldern ein summiertes Magnetfeld, das zwar von gleichbleibender Größe ist, seine Richtung jedoch exakt im Einklang mit der Frequenz bzw. der Periodenwiederholung des Drehstromes fortlaufend ändert. Dieses summierte Magnetfeld „dreht“ sich exakt mit der Geschwindigkeit, die durch die Frequenz vorgegeben ist. Bei 50 Periodenwechseln pro Sekunde des Drehstroms (bzw. 50 Hz) dreht sich das Magnetfeld ebenfalls 50-mal in der Sekunde (entsprechend 3000-mal in der Minute) um sich selbst. 
Bringt man in dieses rotierende Magnetfeld an einer mittig angeordneten Achse einen magnetischen Gegenstand ein, beispielsweise einen Stabmagneten oder einen einfachen Eisenkörper, so wird der Läufer, auch Rotor genannt, mitgedreht.

## Bauarten
Die Bauarten von Drehstrommaschinen werden in die beiden Hauptgruppen, die Synchron- und Asynchronmaschinen, unterteilt. Diese Gruppen unterteilen sich in verschiedene Läuferbauformen, wie im folgenden Diagramm dargestellt:
| \| \| \| \| \| \| \| \| \| \| \| \| \| \| \| \| \| \| \| Drehstrommaschinen \| \| \| \| \| \| \| \| \| \| \| \| \| \| \| \| \| \| \| \| \| \| \| \| \| \| \| \| \| \| \| \| \| \| \| \| \| \| \| \| \| \| \| \| \| \| \| \| \| \| \| \| \| \| \| \| \| \| \| \| \| \| \| \| \| \| \| \| \| \| \| \| \| \| \| \| \| \| \| \| \| \| \| \| \| \| \| \| \| \| \| \| \| \| \| \| \| \| \| \| \| \| \| \| \| \| \| \| \| \| \| \| \| \| \| \| \| \| \| \| \| \| \| \| \| \| \| \| \| \| \| \| \| \| \| \| \| \| \| \| \| \| \| Synchronmaschinen \| Synchronmaschinen \| Synchronmaschinen \| Synchronmaschinen \| Synchronmaschinen \| Synchronmaschinen \| \| \| \| \| \| \| \| \| \| \| \| \| \| \| Asynchronmaschinen \| Asynchronmaschinen \| Asynchronmaschinen \| Asynchronmaschinen \| Asynchronmaschinen \| Asynchronmaschinen \| \| \| \| \| \| \| \| \| \| \| \| \| \| \| \| \| \| \| \| \| \| \| \| \| \| Synchronmaschinen \| Synchronmaschinen \| Synchronmaschinen \| Synchronmaschinen \| Synchronmaschinen \| Synchronmaschinen \| \| \| \| \| \| \| \| \| \| \| \| \| \| \| Asynchronmaschinen \| Asynchronmaschinen \| Asynchronmaschinen \| Asynchronmaschinen \| Asynchronmaschinen \| Asynchronmaschinen \| \| \| \| \| \| \| \| \| \| \| \| \| \| \| \| \| \| \| \| \| \| \| \| \| \| \| \| \| \| \| \| \| \| \| \| \| \| \| \| \| \| \| \| \| \| \| \| \| \| \| \| \| \| \| \| \| \| \| \| \| \| \| \| \| \| \| \| \| Permanent magnetisch \| Permanent magnetisch \| Permanent magnetisch \| Permanent magnetisch \| Permanent magnetisch \| Permanent magnetisch \| \| \| Vollpolläufer \| Vollpolläufer \| Vollpolläufer \| Vollpolläufer \| Vollpolläufer \| Vollpolläufer \| \| \| Schenkelpol läufer \| Schenkelpol läufer \| Schenkelpol läufer \| Schenkelpol läufer \| Schenkelpol läufer \| Schenkelpol läufer \| \| \| Schleifring läufer \| Schleifring läufer \| Schleifring läufer \| Schleifring läufer \| Schleifring läufer \| Schleifring läufer \| \| \| Käfigläufer \| Käfigläufer \| Käfigläufer \| Käfigläufer \| Käfigläufer \| Käfigläufer \| \| \| \| \| \| \| \| \| \| \| \| \| |                      |                      |                      |                      |                      |  |  |                   |                   |                   |                   |                   |                   |  |  |                    |                    |                    |                    |                    |                    |  |  |                    |                    |                    |                    |                    |                    |                    |                    |                    |                    |             |             |             |             |  |  |  |  |  |  |  |  |  |  |  |  |
| |                      |                      |                      |                      |                      |  |  |                   |                   |                   |                   |                   |                   |  |  |                    |                    | Drehstrommaschinen |                    |                    |                    |  |  |                    |                    |                    |                    |                    |                    |                    |                    |                    |                    |             |             |             |             |  |  |  |  |  |  |  |  |  |  |  |  |
| |                      |                      |                      |                      |                      |  |  |                   |                   |                   |                   |                   |                   |  |  |                    |                    |                    |                    |                    |                    |  |  |                    |                    |                    |                    |                    |                    |                    |                    |                    |                    |             |             |             |             |  |  |  |  |  |  |  |  |  |  |  |  |
| |                      |                      |                      |                      |                      |  |  |                   |                   |                   |                   |                   |                   |  |  |                    |                    |                    |                    |                    |                    |  |  |                    |                    |                    |                    |                    |                    |                    |                    |                    |                    |             |             |             |             |  |  |  |  |  |  |  |  |  |  |  |  |
| |                      |                      |                      |                      |                      |  |  | Synchronmaschinen | Synchronmaschinen | Synchronmaschinen | Synchronmaschinen | Synchronmaschinen | Synchronmaschinen |  |  |                    |                    |                    |                    |                    |                    |  |  |                    |                    |                    |                    | Asynchronmaschinen | Asynchronmaschinen | Asynchronmaschinen | Asynchronmaschinen | Asynchronmaschinen | Asynchronmaschinen |             |             |             |             |  |  |  |  |  |  |  |  |  |  |  |  |
| |                      |                      |                      |                      |                      |  |  | Synchronmaschinen | Synchronmaschinen | Synchronmaschinen | Synchronmaschinen | Synchronmaschinen | Synchronmaschinen |  |  |                    |                    |                    |                    |                    |                    |  |  |                    |                    |                    |                    | Asynchronmaschinen | Asynchronmaschinen | Asynchronmaschinen | Asynchronmaschinen | Asynchronmaschinen | Asynchronmaschinen |             |             |             |             |  |  |  |  |  |  |  |  |  |  |  |  |
| |                      |                      |                      |                      |                      |  |  |                   |                   |                   |                   |                   |                   |  |  |                    |                    |                    |                    |                    |                    |  |  |                    |                    |                    |                    |                    |                    |                    |                    |                    |                    |             |             |             |             |  |  |  |  |  |  |  |  |  |  |  |  |
| Permanent magnetisch | Permanent magnetisch | Permanent magnetisch | Permanent magnetisch | Permanent magnetisch | Permanent magnetisch |  |  | Vollpolläufer     | Vollpolläufer     | Vollpolläufer     | Vollpolläufer     | Vollpolläufer     | Vollpolläufer     |  |  | Schenkelpol läufer | Schenkelpol läufer | Schenkelpol läufer | Schenkelpol läufer | Schenkelpol läufer | Schenkelpol läufer |  |  | Schleifring läufer | Schleifring läufer | Schleifring läufer | Schleifring läufer | Schleifring läufer | Schleifring läufer |                    |                    | Käfigläufer        | Käfigläufer        | Käfigläufer | Käfigläufer | Käfigläufer | Käfigläufer |  |  |  |  |  |  |  |  |  |  |  |  |

### Synchronmaschine
Bei Synchronmaschinen rotiert der Läufer immer synchron mit dem Drehfeld. Je nach Art des Läufers wird zwischen den Vollpolläufern, wie sie beispielsweise bei Turbogeneratoren Anwendung finden, und den langsam laufenden Schenkelpolmaschinen unterschieden. Beide werden elektrisch erregt. Einen Sonderfall stellen die mit Permanentmagneten dauerhaft erregten Synchronmaschinen dar. Zu diesem Bereich zählt als Motor auch der bürstenlose Gleichstrommotor der für den Betrieb zusätzlich eine eigene elektronische Kommutierung benötigt. Synchronmotoren werden oft in Anwendung eingesetzt, die eine präzise Geschwindigkeitssteuerung erfordern, wie z. B. in Robotersteuerungen, Aufzügen oder in der Energieerzeugung als Generatoren.

### Asynchronmaschine
Drehstrom-Asynchronmaschinen gibt es mit der Ausführung des Rotors als Käfigläufer und als Schleifringläufer.
Bei dem Käfigläufer sind die Stromleiter im Läuferkörper kurzgeschlossen. Bei dem ähnlich aufgebauten Schleifringläufer haben die Stromleiter über Schleifringe eine Verbindung nach außen, womit im Läuferkreis zur Beeinflussung des Betriebsverhaltens zusätzliche Widerstände eingebracht werden können. Bei beiden Maschinentypen wird durch das Drehfeld des Stators in den Leiterschleifen des Rotors ein Stromfluss und ein daraus resultierendes Magnetfeld induziert, das dem verursachenden Magnetfeld entgegengerichtet ist. Die resultierenden Kräfte üben ein Drehmoment auf den Rotor aus. Lässt man das Statorfeld rotieren, ‚schleppt‘ dieses den Rotor aufgrund oben beschriebener Wirkung mit. Zwangsläufig hat der Rotor eine geringfügig kleinere Drehzahl als das Statordrehfeld; dies wird als Schlupf bezeichnet. Bei Synchronlauf von Rotor und Drehfeld findet keine Induktion mehr statt, das übertragbare Drehmoment ist nahezu Null.

### Drehrichtungsumkehr
Zur Änderung der Drehrichtung muss der Drehsinn des Ständerdrehfeldes geändert werden, beim Betrieb am Drehstromnetz genügt das Vertauschen zweier Außenleiter, z. B. Außenleiter L1 und L3. Eine übliche Schaltung dazu ist die Wende-Schützschaltung.
In der praktischen Anwendung werden die Motorklemmen U2, V2 und W2 gebrückt und 
- beim rechten Drehfeld: L1 an U1, L2 an V1 und L3 an W1
- beim linken Drehfeld: L1 an W1, L2 an V1 und L3 an U1

angeschlossen.

### Spulenanordnung des Stators

Im Kreis angeordnete Spulen am Dreileitersystem.
Die Ausgangsleitungen der Spule können gemeinsam zusammengeschaltet werden, weil bei symmetrischer Belastung die Summe der Ströme immer Null ist.

Die Wirkung der drei Spulen lässt sich vervielfachen, indem sie jeweils paarig gegenüberliegend und in größerer Zahl über den Umfang des Statorkörpers verteilt werden. Wird jedes Spulenpaar direkt von dem Dreiphasenstrom mit der Netzfrequenz f gespeist, so ergibt sich dabei keine Drehzahlveränderung. Werden jedoch jeweils mehrere Spulenpaare für jede der drei Stromphasen hintereinandergeschaltet und jeweils gleichmäßig über den Statorumfang verteilt, wird dadurch die Drehzahl n des resultierenden Statormagnetfeldes entsprechend der beteiligten Spulenpaarzahl p verkleinert. 
{\displaystyle n={\frac {f_{\mathrm {Netz} }}{p}}}
Diese Maßnahme wird durchgeführt, wenn niedrige Drehzahlen und ein besonders ruhiger und gleichmäßiger Lauf mit großen Lasten gefordert sind. Eine Erhöhung der standardmäßigen Drehzahl für „einpolige“ Drehstrommaschinen ist nur durch Erhöhung der Frequenz oder durch den Einsatz von Getrieben möglich.
Beispiel: Bei einem Motor mit pro Phase vier hintereinandergeschalteten und über den Stator verteilten Spulenpaaren ist bei einer Stromfrequenz von 50 Hz die Umdrehungszahl N in gängigen Maßeinheiten:
N = 50 Hz × 60 s/min : 4 Spulenpaare = 3000 : 4 / min = 750 / min

### Eisenkern
Eine weitere Erhöhung der Effizienz ergibt sich dadurch, dass die Spulenwicklungen sowohl des Rotors als auch des Ständers in einen entsprechend geformten Eisenkern gebettet werden. Die Permeabilität des Eisens führt zu einer Vervielfachung des Magnetflusses und daher auch der wirkenden Antriebskräfte und Drehmomente. 
Für die praktische Ausführung werden die Eisenkernquerschnitte stets aus dünnem und isoliertem Dynamoblech gestanzt und zum kompakten Kern zusammengesetzt. Das geschieht, um (wie beim Transformator) im Eisenkern auftretende Wirbelströme und die durch sie bedingten Verluste abzuschwächen. 
Die Wicklungsnuten im Rotoreisenkern von Asynchronmotoren werden in der Fertigung der Einfachheit halber mit Aluminium so ausgegossen, dass am äußeren Umfang des Eisenkerns ein elektrisch kurzgeschlossener Aluminium-Leiterkäfig entsteht. Bei diesem Gießvorgang werden meist auch gleich Kühllüfterflügel mit angegossen.

### Gehäuse

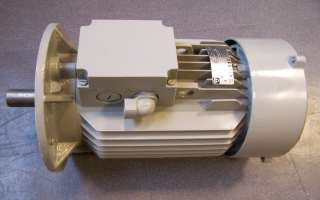
Gehäuse eines 8 kW-Drehstrom-Asynchronmotors in Bauform B5 (Flansch)

Das umschließende Gehäuse dient nicht nur zum Schutz, sondern auch zur sicheren und befestigten Aufnahme des Ständerblechpakets, der Lager für die Rotorwelle sowie der elektrischen Anschlussvorrichtungen. Das Gehäuse mit seinen Befestigungen dient auch als Gegenlager gegenüber dem vom Rotor angetriebenen Objekt. 
Vor allem bei großen Motoren ist eine weitere wichtige Funktion des Gehäuses auch die Wärmeabführung. Dazu werden äußere Kühlrippen durch Belüftung gekühlt oder ins Metallgussgehäuse eingearbeitete Kühlkanäle von Wasser durchströmt.